# Roubaud (fleuve)
Pour les articles homonymes, voir Roubaud.
Le Roubaud est un ru sec et un petit fleuve côtier du département du Var, en région Provence-Alpes-Côte d'Azur, de 8,3 km de longueur.

## Géographie
Il naît à La Crau de la zone humide de l'Estagnol (« étang » en provençal), hameau de La Moutonne. Il reçoit au fur et à mesure de sa descente, les eaux de ruissellement.
L'ensemble de ses ruissellements ne lui assurerait pas de quoi arriver à la mer s'il ne recevait  le renfort du départ et tout le long de son parcours des eaux du canal Jean Natte ou Béal d'Hyères. L'ensemble Béal-Roubaud constitue un réseau très complexe, manipulable à souhait grâce à des vannes d'irrigation placées sur le parcours du Jean Natte, les premières vannes pouvant faire varier significativement l'apport d'eau dans la zone humide de l'Estagnol.

### Parcours du Roubaud
Il naît dans la zone dite de l'Estagnol à La Crau. Il pénètre sur le sol Hyérois, depuis 1922, longe le parc Olbius Riquier, puis se dirige vers la mer, pour s'y jeter à l'Ayguade. Sur les entrefaites, il communique avec la lône du ceinturon dans laquelle vient s'adjoindre la Sauvette.

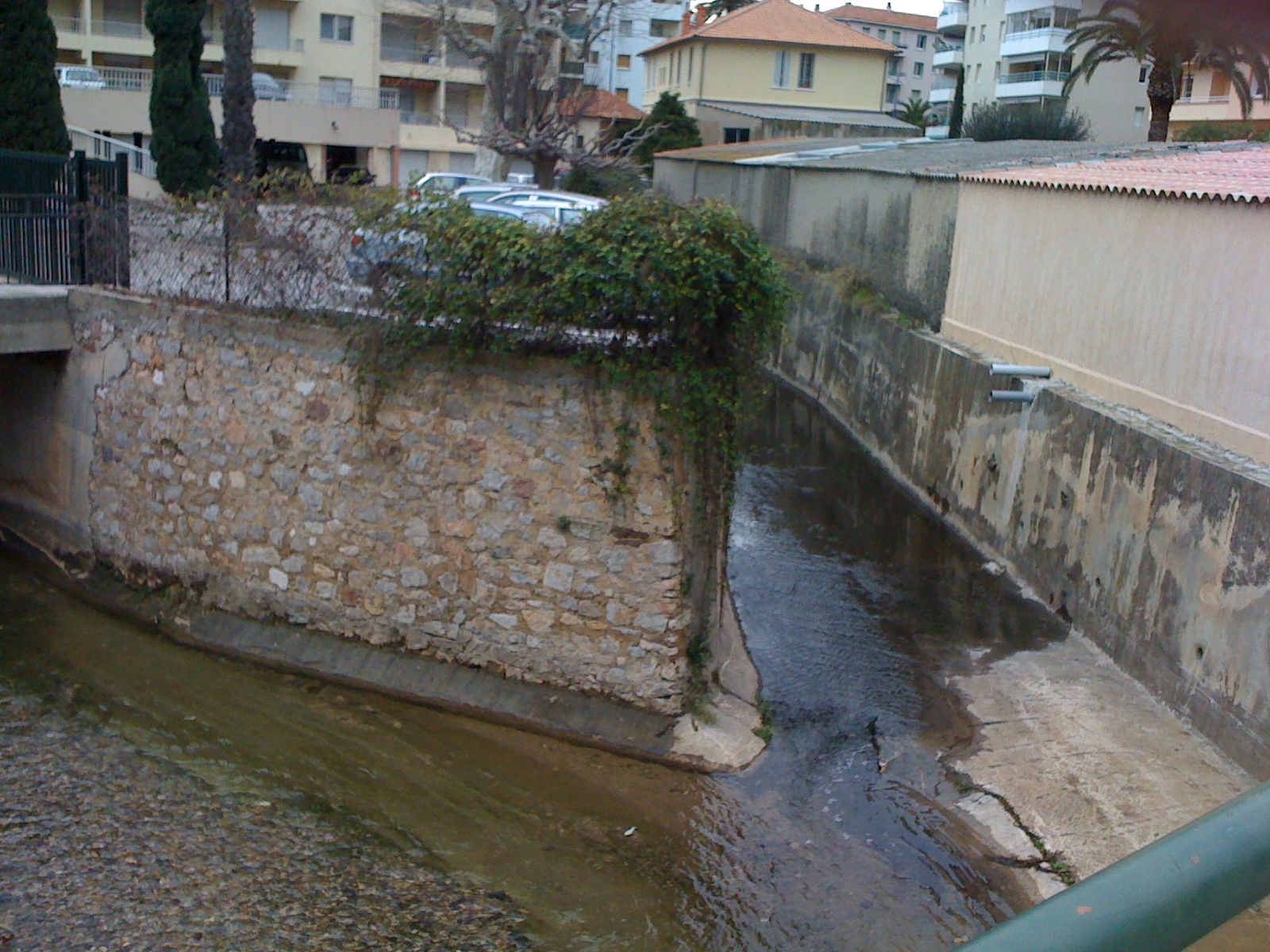
Confluent du Béal et du Roubaud dans Hyères.

De part et d'autre de l'embouchure du Roubaud, s'est développé le port de plaisance de l'Ayguade.
Le Roubaud reste un élément stratégique pour la ville d'Hyères car il reçoit l'ensemble des eaux pluviales du côté est de la ville et contribue à lutter efficacement contre le biseau salé. Par ailleurs, sa partie terminale constitue un repaire remarquable pour diverses espèces locales ou migratoires, notamment l'anguille d'Europe, espèce menacée. Cet estuaire pourrait  constituer une zone humide tel que l'entend la LEMA (Loi sur l'Eau et les Milieux Aquatiques).

## Hydrologie
Son régime hydrologique est dit pluvial méridional.

## Aménagements et écologie

### Un peu d'histoire
Selon toute vraisemblance, le talweg du Roubaud serait le lit très ancien du Gapeau quand, il y a 11 000 ans, ce dernier passait du côté Sud du mont Fenouillet.
Vers 1500, avec l'arrivée des eaux du canal Jean Natte ou Béal de Hyères, par la convention de 1458, les constructeurs dudit canal furent tenus d'emmener la fuite des eaux du Béal vers la mer.
Ainsi il est écrit :
« De même il a été convenu que « ledit maître Jean Nate sera tenu et devra, une fois seulement, conduire la fuite de ladite eau par un béal convenable et suffisant jusqu'au Gapeau ou à la mer, selon qu'il sera jugé meilleur et plus utile à ladite Communauté, cela à ses propres frais et dépens...
De même il a été convenu que  ladite Communauté et chaque particulier pourront avoir et auront à perpétuité la faculté et autorité de recevoir l'eau dudit béal pour boire, arroser et autres nécessités, sans aucun empêchement desdits moulins, tant au-dessous de ladite ville d'Hyères qu'au delà, et tant au-dessus desdits moulins qu'au-dessous. »
La communauté opta pour l'étang des Pesquiers.
Un canal de fuite fut construit et maintenu en état.
Nul doute qu'à cette occasion fut adjoint la connexion avec le Roubaud afin d'augmenter la zone d'arrosage. Le canal irriguant très largement la zone de l'Estagnol.
Mais il est un fait que la carte Cassini et d'autres documents font largement apparaître le canal Jean Natte et passe totalement sous silence le Roubaud. Un point qui peut faire débat dans l'apparition soudaine des eaux dans le Roubaud et de l'existence de la zone humide de l'Estangnol.
Néanmoins, le réseau du canal Jean Natte et du Roubaud ne cessa d'alimenter en eau douce l'étang des Pesquier jusqu'en 1822.
Pourtant, dès 1605, le projet d'un port et d'un canal qui relierait le Ceinturon à la ville était formulé.
Lancé sous Henri IV. Il a été repris à plusieurs reprises, sous Louis XIV, Louis XVI, puis sous la Révolution et le Consulat, pour être définitivement abandonné sous la Restauration.
C'est alors qu'on détourna le Béal/Roubaud pour lui faire adopter  son tracé actuel. Ce faisant, le courant de ces eaux limite considérablement l'ensablement du Port de l'Ayguade.
C'est travaux donnèrent un sens propre à la partie terminale du réseau du canal Jean Natte qui prit le nom de Roubaud mais qui reste totalement artificiel.
Dans l'utilisation du canal Jean Natte et du Roubaud comme système d'arrosage, il reste un magnifique batardeau manipulable à la roue ; en face le zoo du parc Olbius Riquier.
Aujourd'hui encore le Roubaud entre dans le réseau d'arrosage géré par l'ASILAC Jean Natte.

### Canal du Roubaud

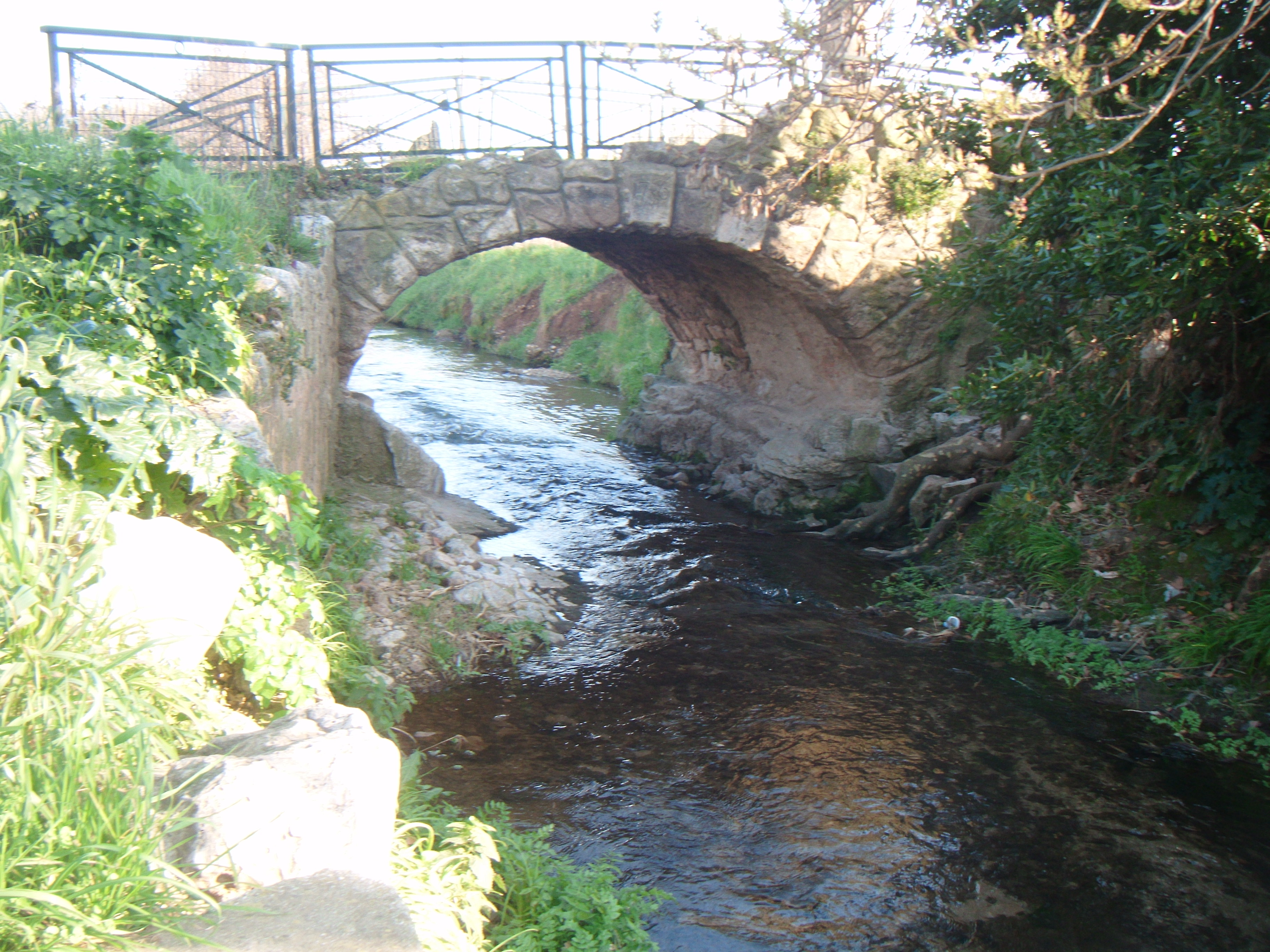
Un pont sur le Roubaud datant de 1736 à l'entrée d'Hyères.

1815 : le 1er septembre, M. Louis Jean-Baptiste Aurran achète le domaine du Ceinturon qui n'était à cette époque qu'une vaste plaine      inondée presque toute l'année par les déversements du Gapeau, par les eaux du canal Jean Natte (qui se jetait alors dans l'étang des Peschiers ; au niveau de la déchèterie actuelle) et par les eaux montantes de la mer.
1820 : les habitants demande de reprendre les travaux du port du Ceinturon. Le projet est réétudié. En parallèle, M. Aurran étudie un projet afin d'assainir les terres de son domaine qui lui permettrait de retirer un produit de celles-ci, jusqu'alors stériles.
1822 : le 13 mars, il obtint du Gouvernement une ordonnance royale l'autorisant à faire tous les travaux nécessaires pour empêcher les inondations. Ces travaux furent exécutés conformément au plan dressé le 26 janvier 1820 par M. Livache, ingénieur des ponts et chaussées.
Parmi ces travaux, il était prévu de détourner le lit du Roubaud jusqu'à l'extrémité du canal existant. Ceci permettait d'utiliser les 1 100 mètres déjà creusés.
À ce moment-là, le projet de « canal navigable » devenait l'extrémité du Roubaud avec les eaux du canal Jean Natte qui avec son débit, limitait l'ensablement de son embouchure.

### À propos de la Sauvette
Ce petit cours d'eau, né sur les hauts de Hyères, après qu'il en eut dévalé la pente et parcouru le plan de Macany, se jetait dans la mer au niveau du Ceinturon, et ce jusqu'au XVIIe siècle, époque à laquelle est né le projet de port dont il est question plus haut. Son ancien tracé sera emprunté par le Roubaud détourné vers 1822.